# Нојкирхен бај Зулцбах-Розенберг
Нојкирхен бај Зулцбах-Розенберг (њем. Neukirchen bei Sulzbach-Rosenberg) општина је у њемачкој савезној држави Баварска. Једно је од 27 општинских средишта округа Амберг-Зулцбах. Према процјени из 2010. у општини је живјело 2.703 становника. Посједује регионалну шифру (AGS) 9371141.

## Географски и демографски подаци
Нојкирхен бај Зулцбах-Розенберг се налази у савезној држави Баварска у округу Амберг-Зулцбах. Општина се налази на надморској висини од 420–650 метара. Површина општине износи 45,6 km². У самом мјесту је, према процјени из 2010. године, живјело 2.703 становника. Просјечна густина становништва износи 59 становника/km².